# The Prestige Jazz Quartet
The Prestige Jazz Quartet è un album in studio del musicista statunitense Teddy Charles, pubblicato nel 1957.

## Tracce
1. Take Three Parts Jazz (Teddy Charles) - 14:23
2. Meta-Waltz (Mal Waldron) - 5:28
3. Dear Elaine (Waldron) - 8:53
4. Friday the 13th (Thelonious Monk) - 8:53

## Formazione
- Teddy Charles - vibrafono
- Mal Waldron - pianoforte
- Addison Farmer - basso
- Jerry Segal - batteria